# Aliens versus Predator: Extinction
Aliens versus Predator: Extinction è un videogioco strategico in tempo reale per Xbox e PlayStation 2, uscito nel 2003.

## Trama
Gli esseri umani arrivano su un mondo appena colonizzato, conosciuto come LV-742 dove scoprono un nido di xenomorfi, ignari che un gruppo di caccia di predators è anche presente sul pianeta, intento a cacciare gli xenomorfi. Le battaglie minori tra gli esseri umani ed i Predatori presto degenerano in una guerra a tutto campo. Nel frattempo, la colonia degli xenomorfi riesce a fuggire e tenta di sopraffare entrambe le fazioni.

### Campagna Marine
La squadra Bravo è inviata su LV-742 in aiuto dei minatori coloni lì presente, raggiunta una colonia la trovano invasa da Xenomorfi, una volta ripulita l'area vengono estratti da una navetta. Nel frattempo il dottor. Samuel Kadinsky inizia ad analizzare gli Xenomorfi, mentre la squadra Bravo attiva un comunicatore in territorio popolato da Xenomorfi per riattivare la connessione tra vari settori.
Per contenere l'espansione Alien, i marines fanno da scorta ad uno degli assistenti di Kadinsky mentre cercano sopravvissuti di un'altra squadra; nella missione incontrano dei Predator e rubano delle uova di Xenomorfo.
In seguito alla precedente missione, Kadinsky è interessato ai dispositivi mimetici degli yautja ed i marines sono inviati a cercare di carpirne i segreti e ad annientarli in un settore con alta attività Predator. Di conseguenza alla distruzione dei dispositivi, si è rivelato un tempio Predator in una zona remota del pianeta.
Nel frattempo i marines impiegano tutte le loro forze nel contenere l'espansione xenomorfa, Kadinsky ne approfitta per ottenere un bozzolo di Regina in fase di sviluppo. Nella missione dei mercenari della Weyland Yutani e fanatici intervengono contro i marines.
Dopo la scoperta del tempio, i Predator sono aumentati esponenzialmente eliminando molti marines, causando una grande espansione degli Alien. La squadra Bravo viene mandata ad affrontare un nido di Xenomorfi, i mercenari e a distruggere dei cannoni Predator antiaerei.
I Predator riescono a catturare Kadisnky, così la squadra Bravo è inviata nel tempio a cercare di salvarlo, tuttavia arrivando troppo tardi, mentre gli xenomorfi irrompono nel tempio, i marines faranno saltare in aria l'intera struttura.

### Campagna Predator
Un clan Predator deve vincere il rispetto degli Antichi, e per farlo devono dimostrare il loro valore; inizialmente strappano diverse teste ad umani e xenomorfi in un ambiente vulcanico. In seguito daranno la caccia a certi umani che si sono distinti in battaglia.
Successivamente daranno la caccia ad una bestia leggendaria nominata Gro'Tye, ma durante la loro ricerca si imbattono in un clan rivale e ne scaturisce uno scontro violento. Nel frattempo un piccolo gruppo viene mandato ad uccidere furtivamente certi umani di grande rilievo nei marines. Ed infine combatteranno contro un nido di xenomorfi per ottenere la testa della loro regina.
Ad un certo punto un Predator viene catturato, considerato un grave disonore in quanto ha permesso agli umani di mettere mano sulla tecnologia Predator. La missione ha successo ma lo scienziato Sauel Kadinsky aveva già usato il DNA del Predator per dare vita ad una regina xenomorfa basata su quel DNA, che nomina PredQueen.
Il clan riceve l'aiuto di un Antico e insieme a questo, a costo di molte perdite dovute anche a ad alcuni marines, distruggono la PredQueen, tutta la sua prole e distruggono il nido con una bomba.

### Campagna Alien
Un drone e un gruppo di uova erano rimasti nascosti in un sistema di caverne sotterraneo per centinaia di anni, in seguito ad una guerra. Gli uomini della Weyland-Yutani aprono un varco nella caverna, dando agli Xenomorfi l'occasione per attaccarli. Da una delle uova nascerà un pretoriano che muterà in una regina, iniziando a ricreare un nido. Poco dopo alcuni marines arriveranno e tenteranno di eliminare ogni forma di vita aliena ma gli Xenomorfi resisteranno al loro attacco ed elimineranno un loro avamposto a nord.
Alcuni anni dopo, una squadra di demolizione dei marine distrugge il nido con la maggior parte dei suoi abitanti. Tuttavia la regina e pochi altri sopravvivono e fuggono per creare un altro nido e preparare un contrattacco. Appena viene scoperto, orde di marine vengono inviate ma alla fine gli Xenomorfi avranno la meglio e conquisteranno una loro struttura. Infine la regina viene portata nell'hangar dove si intrufolerà in una navetta per fuggire dal pianeta.
La navetta verrà abbattuta e si schianterà in un territorio simile ad una giungla ma la regina si salverà miracolosamente; nella stessa giungla vi è anche un gruppo di Predators. Le due specie si scontrano e alla fine gli Alien avranno la meglio uccidendo anche il capo di quel clan Predator.
In seguito alcune uova vengono rubate dal nido ad opera della Weyland-yutani; lo scienziato Samuel Kadinsky le usa per creare una nuova razza di Xenomorfi che soprannominerà Serie-K, Xenomorfi giallastri pronti ad uccidere anche gli Xenomorfi normali. Lo scienziato metterà alla prova una parte delle sue creazioni, osservando uno scontro tra un nido di Xenomorfi normali e uno di Serie-K; alla fine la vittoria è raggiunta dagli alieni normali.
Dopo i test i Predator attaccano il laboratorio e inavvertitamente un guerriero viene liberato dalla sua cella; in seguito libererà i suoi simili con i quali conquisterà la struttura ed eliminerà ogni essere umano presente all'interno.
Successivamente i Predator assaltano il nido e rapendo la regina; i pochi sopravvissuti all'attacco riescono a liberarla e ad eliminare il gran numero di Predators e marines presenti in quella zona.
Infine, si scopre che la Serie-K era anch'essa fuggita dal laboratorio e ora rappresentava una minaccia per gli Xenomorfi normali; in seguito ad una lunga e sanguinosa battaglia contro la Serie-K, marines e Predators, gli Xenomorfi normali ne escono vincitori eliminando i nemici e facendo estinguere la Serie-K.

## Modalità di gioco
Il giocatore controllerà diverse unità, ognuna con i suoi pro e contro, che dovrà usare per compiere determinate missioni. Il gioco cambia in base alla specie usata, le abilità, lo stile di gioco ed il numero di unità disponibili (alcune speciali unità sono contate come 2 o 4 unità). Inoltre ci sono particolari tipi di unità che non possono essere controllati dal giocatore (nemici speciali e fauna locale).
Ogni specie ha una unità base capace di generare\far arrivare altre unità e di acquistare potenziamenti: il Commtech per i marines, il Templare per i Predator e la Regina per gli Alien.
Dei marines, se ne potranno avere contemporaneamente 24 al massimo, le unità sono formate da soldati specializzati in varie armi, torrette automatiche, esoscheletri dotati di mitragliatori e sintetici.
Dei Predator se ne potranno avere 12\20 al massimo in base al livello, le unità sono formate da classi specifiche di Predator e alcuni inediti Cannoni al Plasma automatici e Predator militarizzati.
Degli Alien, se ne potranno avere 45 al massimo, le unità sono formate dalle varianti apparse nei film, fumetti e altri videogiochi con l'aggiunta di varianti inedite come il Trasportatore e il Devastatore.

## Accoglienza
La rivista Play Generation classificò LV-742 come il pianeta più ostile presente nei titoli per PlayStation 2.